# Милс (окръг, Тексас)
Окръг Милс (на английски: Mills County) е окръг в щата Тексас, Съединени американски щати. Площта му е 1942 km², а населението - 5151 души (2000). Административен център е град Голдуейт.